# محاصره بامیان ۱۲۲۱ (میلادی)
محاصره ۱۲۲۱ بامیان توسط امپراتوری مغول به رهبری چنگیز خان در سال ۱۲۲۱ میلادی به وقوع پیوست که طی آن تمام ساکنان شهر غلغلهٔ بامیان به قتل رسیدند.

## پیش‌زمینه
این محاصره در حالی رخ داد که مغول‌ها جلال‌الدین خوارزمشاه، آخرین حاکم امپراتوری خوارزمشاهیان و نیروهای تازه جمع‌آوری شده وی در افغانستان را تعقیب می‌کردند. جلال‌الدین خوارزمشاه بعد از شکست در جنگ پروان از دره غوربند خود را به شهر غلغله رسانیده، نوه چنگیز خان را که وی را تعقیب می‌نمود، کشت. چنگیز به هدف خونخواهی از نوه خود اقدام به تدارک این لشکرکشی نمود.

## محاصره
موتوکان، پسر جغتای خان و نوه چنگیز خان، در نبرد با جلال‌الدین با تیری که از سوی شهر آمد، کشته شد. این مرگ که همراه با تلفات سنگین در جریان محاصره شهر غلغله بود، باعث عصبانیت چنگیز شده تا جایی که به محض تصرف بامیان، آن را کاملاً نابود کرد و جمعیت شهر و منطقه اطراف آن را قتل‌عام نمود. ویرانی چنان کامل بود که حتی مغولان از بامیان به عنوان "شهر غم‌هاً و "شهر غلغله"، با اشاره به گریه ساکنان مقتولش" یاد می‌کرد.

## نتیجه
به دنبال محاصره، چنگیز خان به تعقیب جلال‌الدین خوارزمشاه که از آنجا موفق به فرار به هند شده بود، تعقیب وی را در هند ادامه داد.